# Hudetz János
Hudetz János, teljes születési nevén Hudetz János Mihály (Pest, 1854. augusztus 27. – Budapest VII. kerülete, 1930. október 28.) magyar építész.

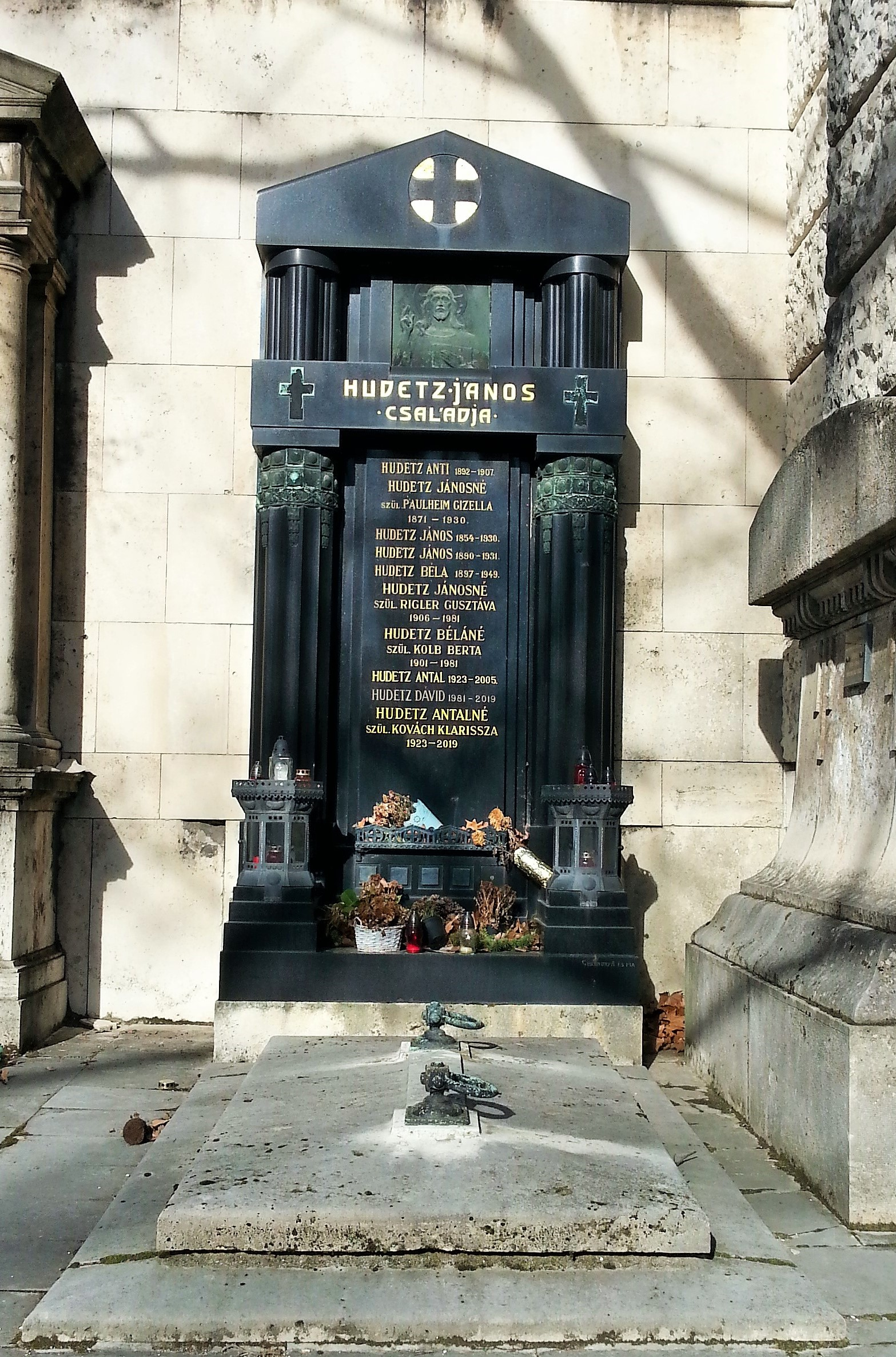
Sírja a Fiumei úti sírkertben

## Élete
Hudetz János és Gottgeb Anna fiaként született. Elsősorban bérházakat tervezett Budapesten. Korai munkái (XIX. század végén) még egyértelműen a historizmus körébe sorolhatók, későbbi alkotásain (különösen az 1910-es évektől) már szecessziós motívumok is megtalálhatók.
Házastársa Paulheim Gizella (1871–1930) volt, Paulheim József építész és Kurzreiter Franciska lánya.
A Fiumei úti sírkertben nyugszik (Jobb oldali Árkádsor, Á. jobb-32).

## Ismert épületei

### Tervezőként
- 1889: bérház, Budapest, Erzsébet körút 17. (Paulheim Józseffel közösen, Hudetz János közreműködése kérdéses)[5]
- 1889–1890: bérház, Budapest, Szent István körút 25.[6]
- 1892 k.: bérház, Budapest, Rottenbiller u. 5/a.[7]
- 1892: bérház, Budapest, Felsőerdősor utca 1.[8]
- 1893: bérház, Budapest, Ferenc körút 13. (Paulheim Józseffel közösen)[9]
- 1894: Weiss-bérház, Budapest, Szent István körút 6-8.[10][11][12]
- 1894–1895: bérház, Budapest, Rózsa utca 4/6.[13]
- 1896: bérház, Budapest, Hegedűs Gyula u. 2/b. / Ditrói Mór u. 3. / Vígszínház u. 2. (1929-ben az épületre ugyancsak az ő tervei alapján 5. emeletet húztak)[14]
- 1898: bérház, Budapest, Visegrádi u. 4.[15]
- 1898: bérház, Budapest, Hungária körút 15.[16]
- 1899: bérház, Budapest, Pannónia u. 4.[17]
- 1908: bérház, Budapest, Hegedűs Gyula u. 10. / Katona József u. 21.[18]
- 1911: Mátyásföldi vízmű, Budapest, Nógrádverőce utca 7.[19]
- 1911–1913: bérház, Budapest, Király utca 67.[6][20]
- 1912: lakóház, Budapest, Krúdy Gyula utca 3.[21]

### Kivitelezőként
- 1895: bérház, Budapest, Felsőerdősor u. 1.[8]
- 1895: bérház, Budapest, Kálmán Imre utca 22.[22]

### Tervben maradt épületek
- 1911: templomterv, Budapest[23]

### Egyéb
Ő készítette a Budapest, Attila út 107. alatti bérház kőművesmunkáit is (tervezte: Suppinger Ferenc és Sipos József, épült: 1914–1915).

## Képtár

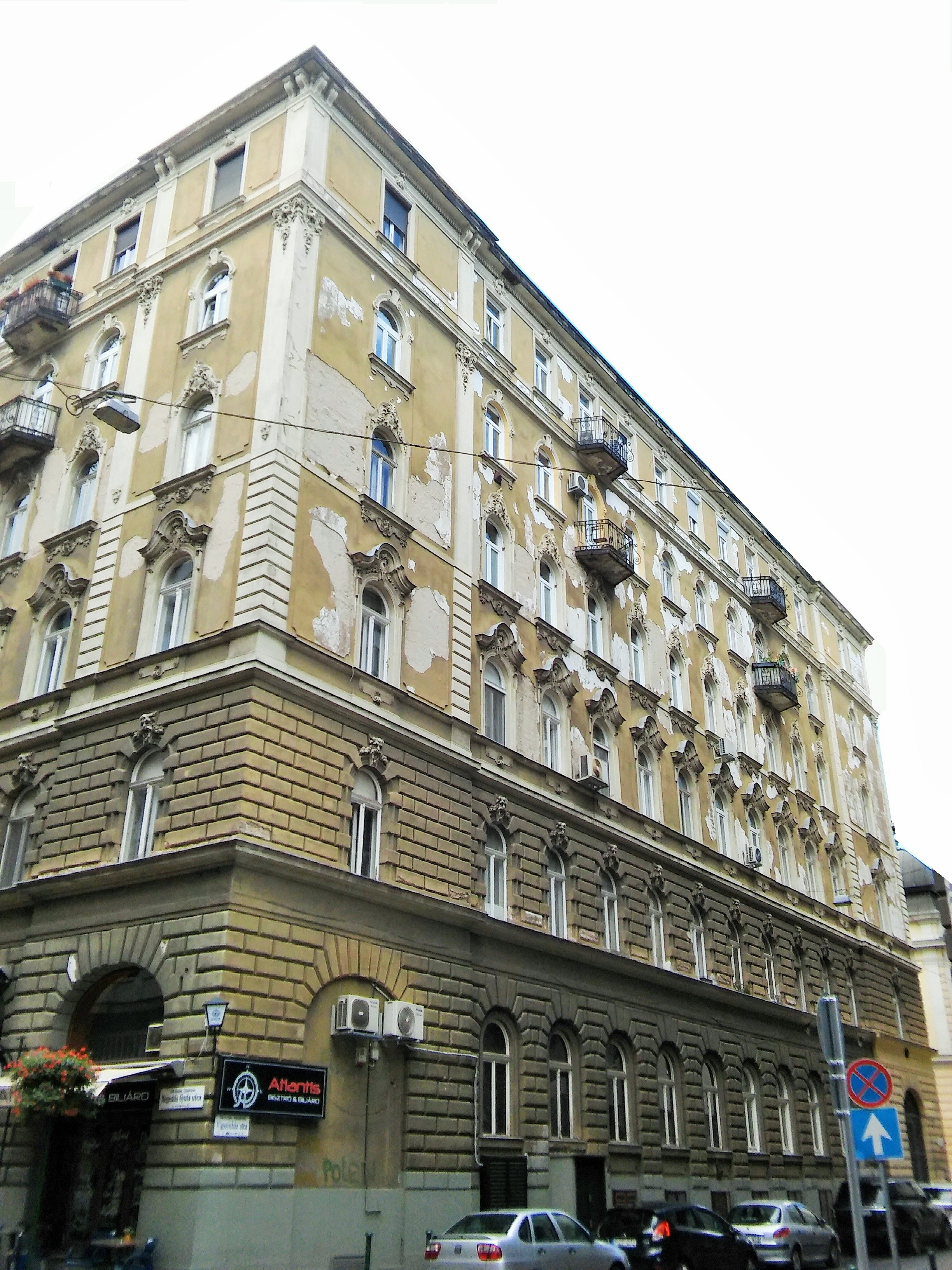
Hegedűs Gyula u. 2/b.
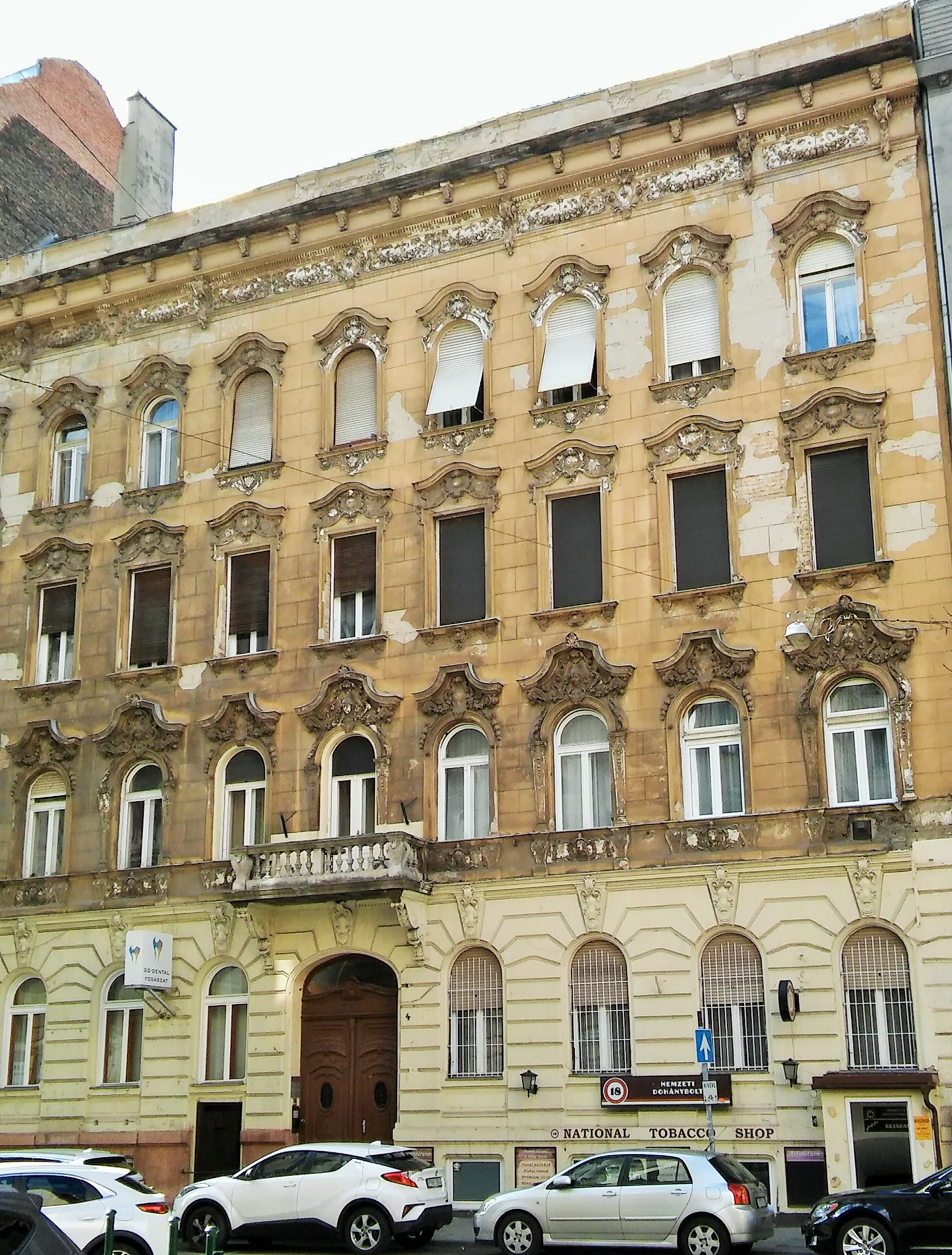
Visegrádi u. 4.
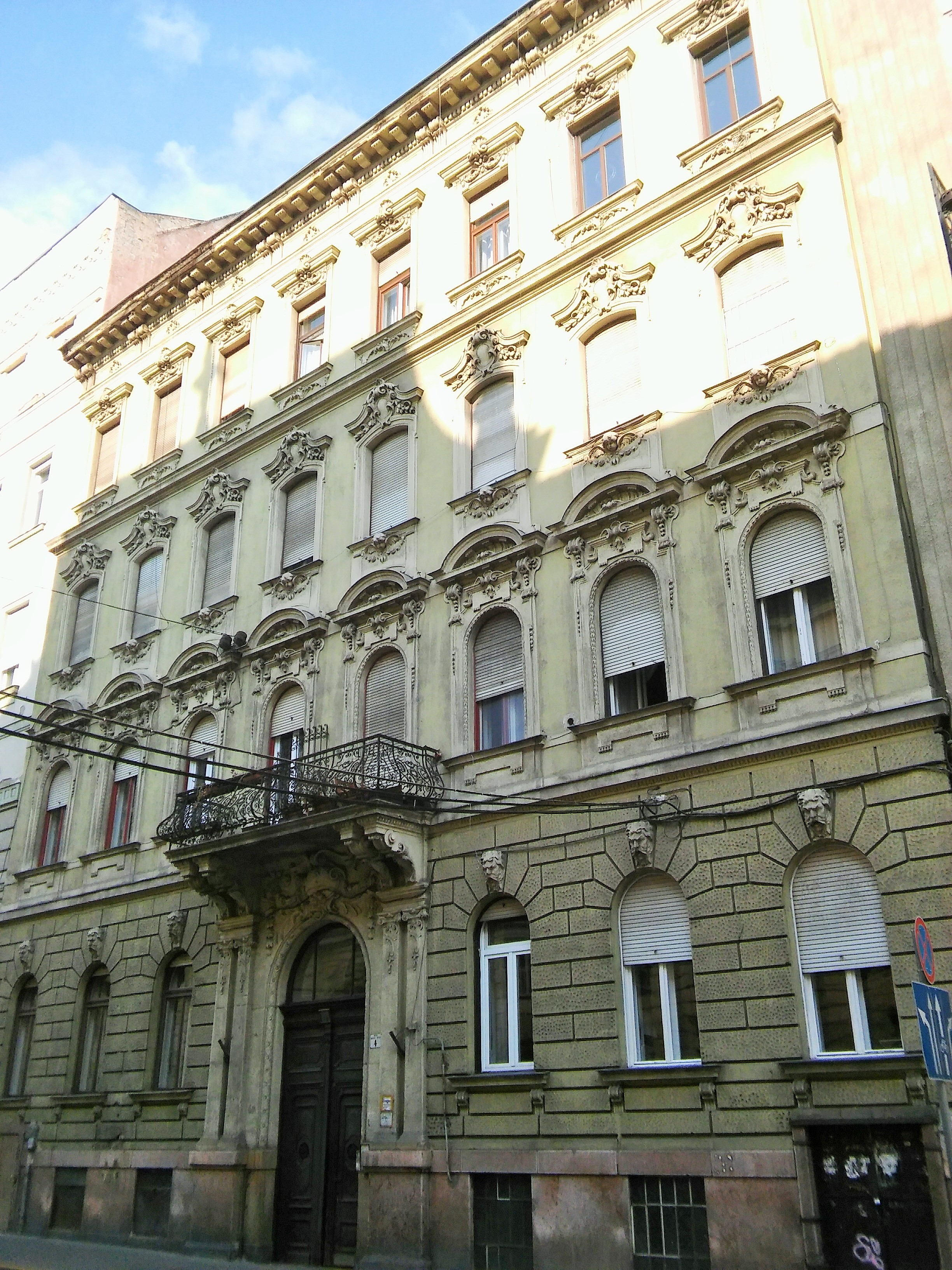
Pannónia u. 4.
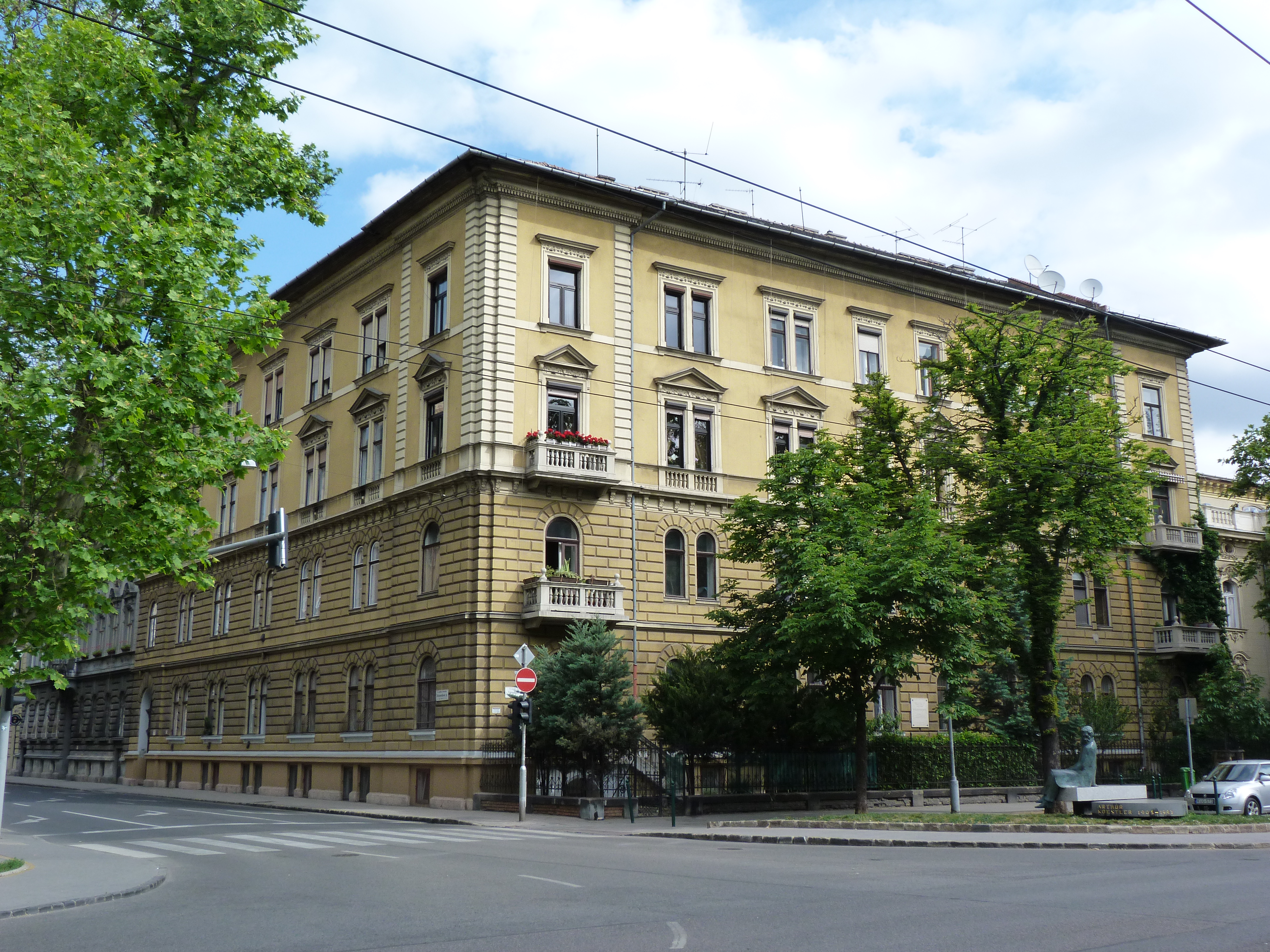
Felső Erdősor u. 1.
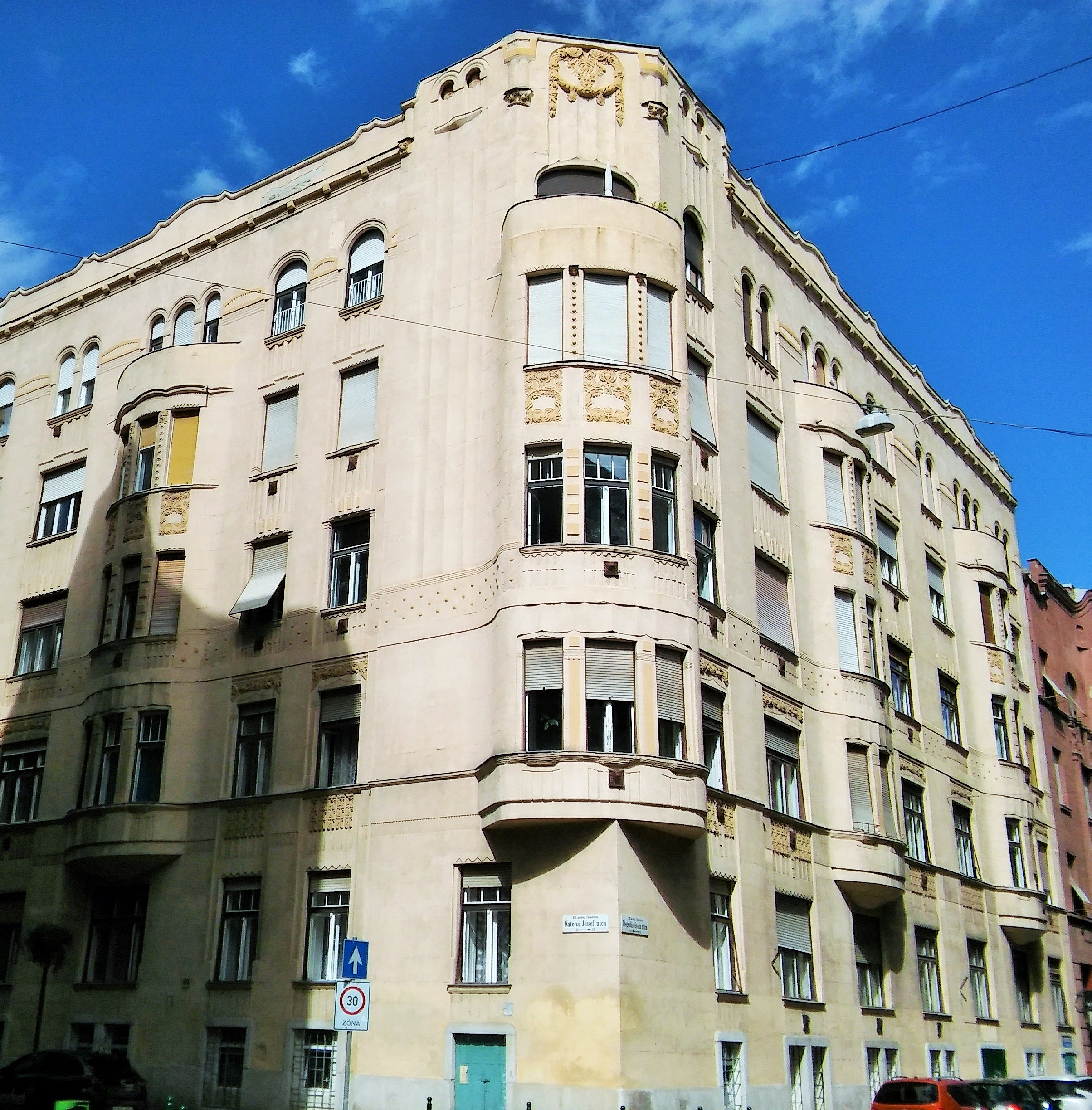
Hegedűs Gyula u. 10.
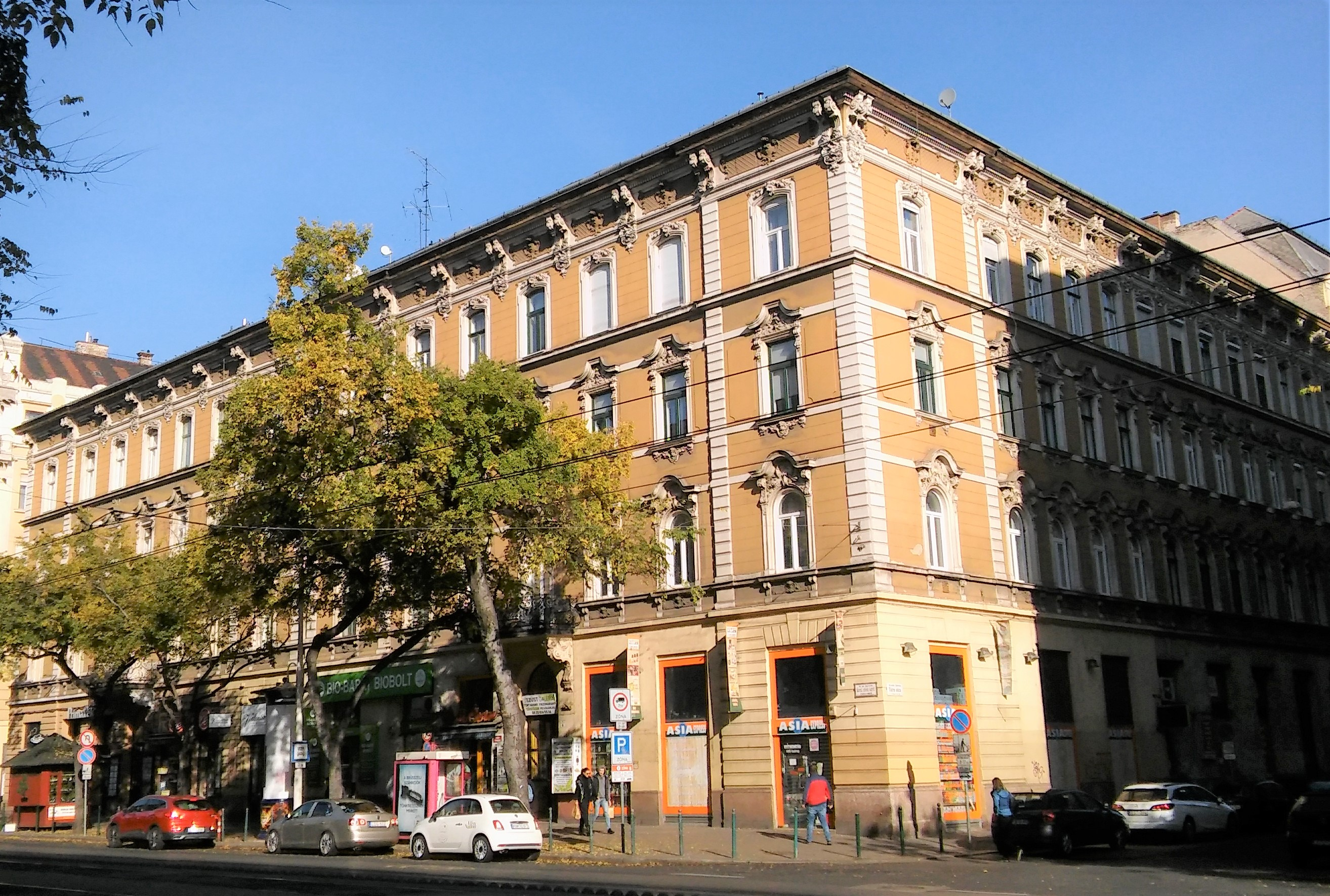
Szent István körút 6-8.
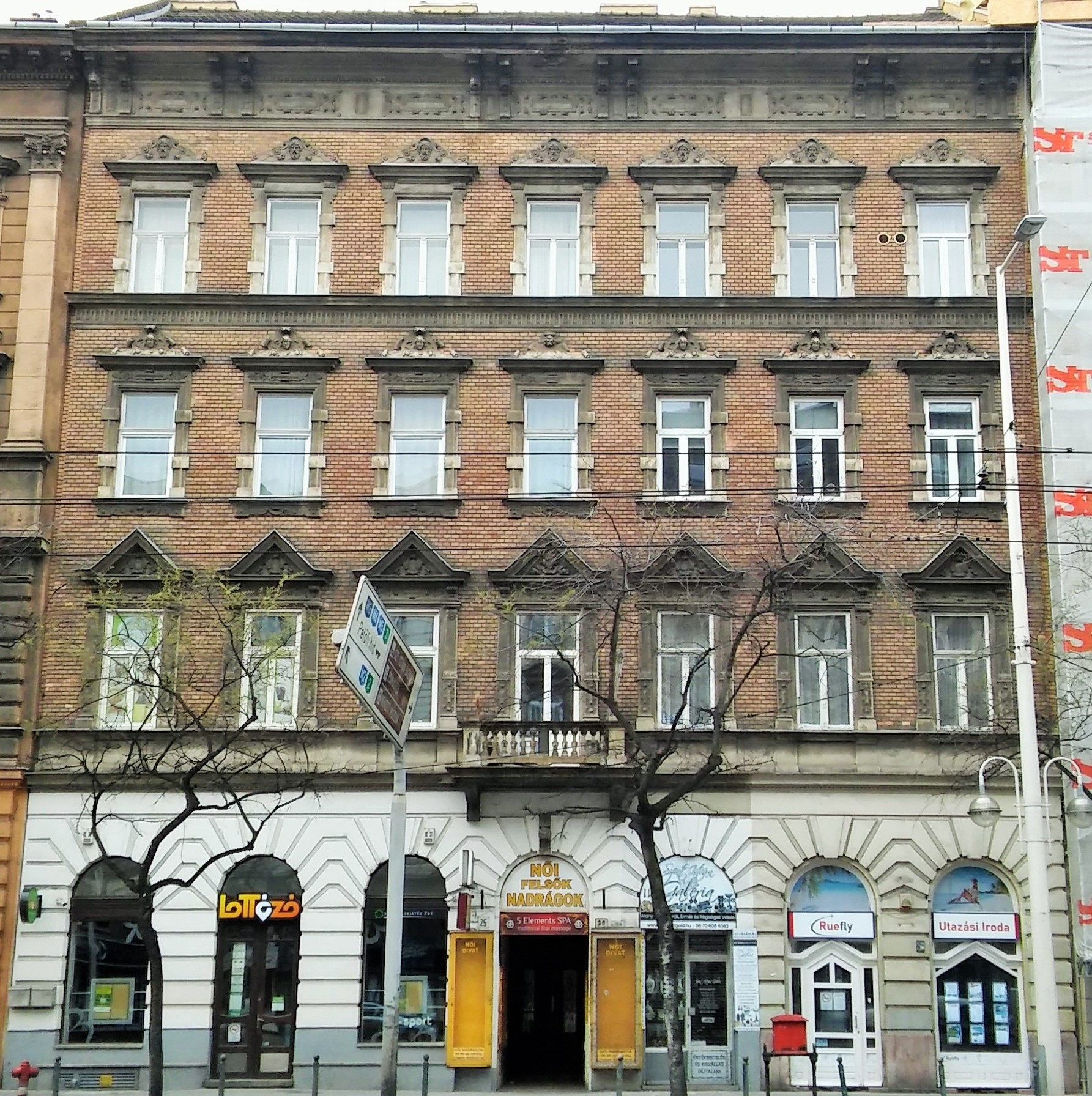
Szent István körút 25.
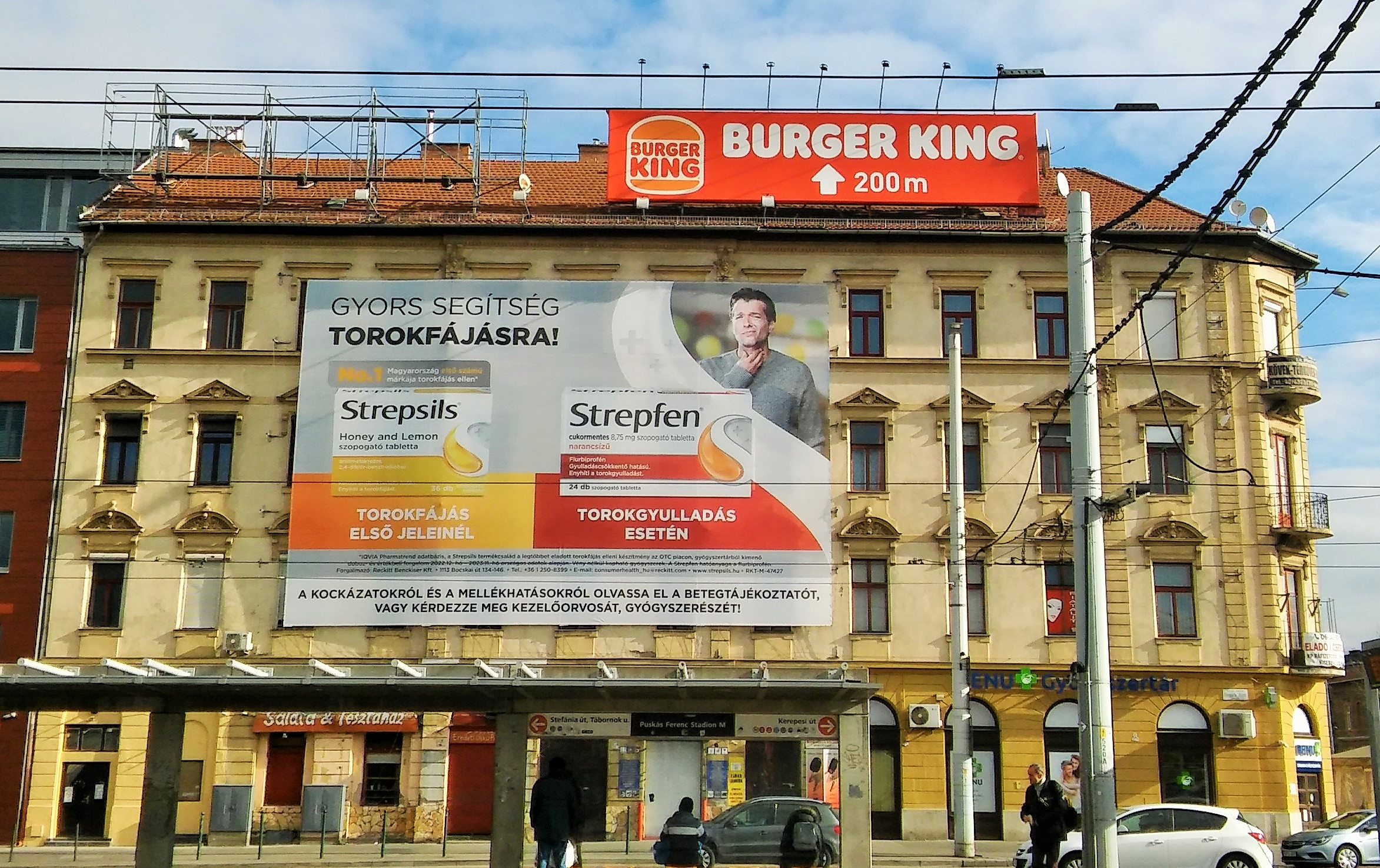
Hungária körút 15.